# St. Georg (Lutter am Barenberge)

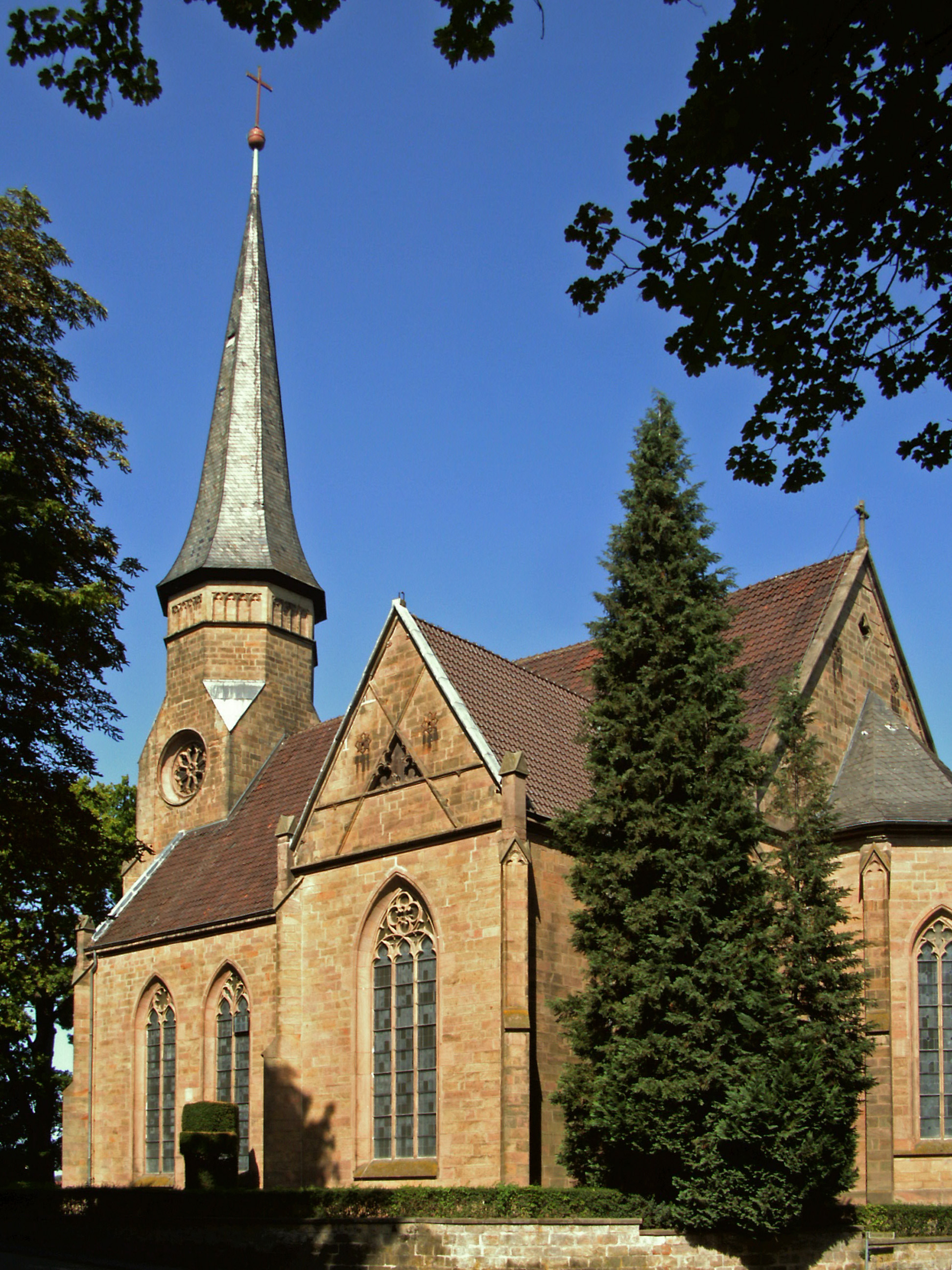
St. Georg

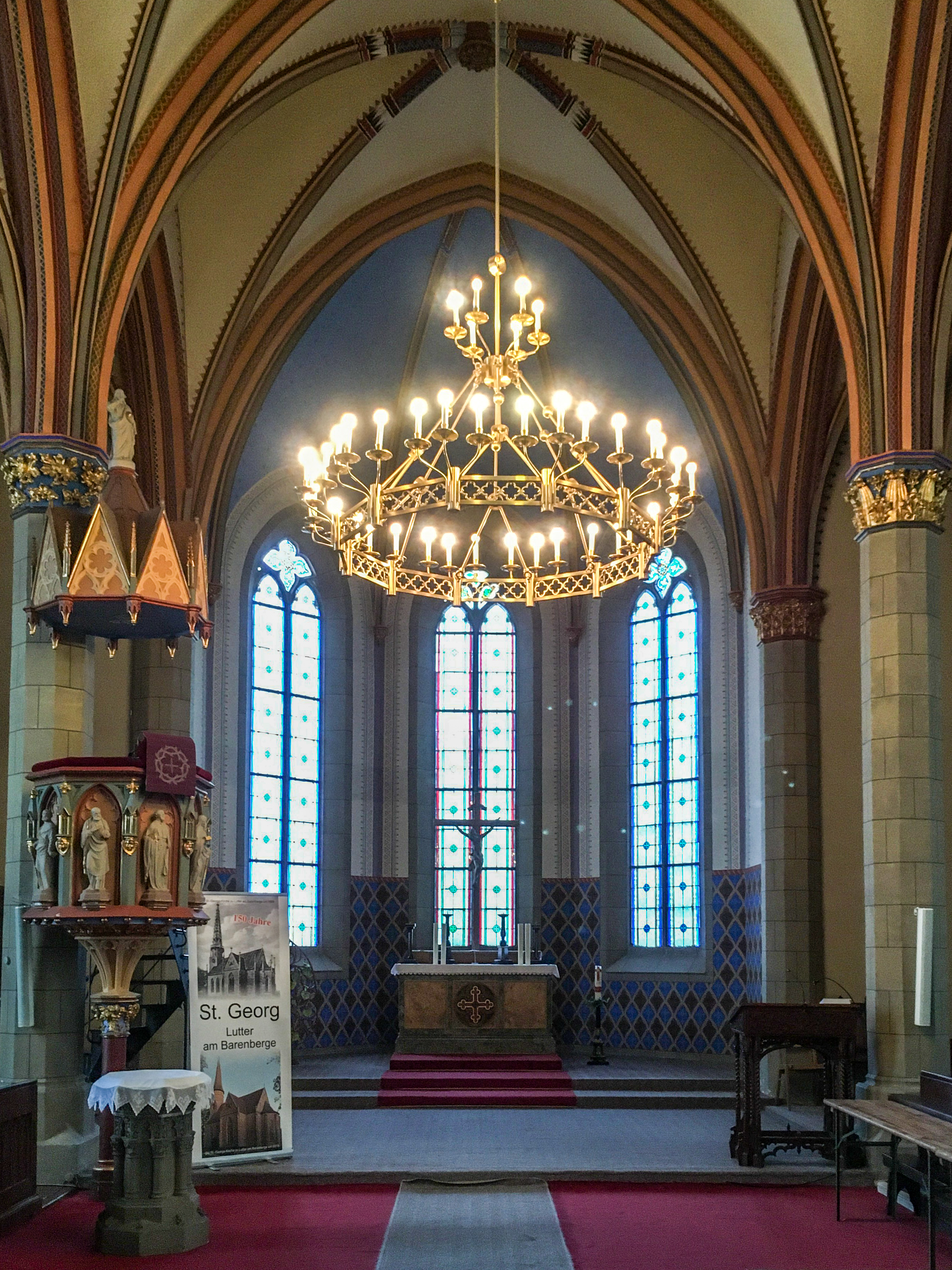
Altarraum der Kirche

Die evangelisch-lutherische Kirche St. Georg steht in Lutter am Barenberge, einem Flecken und Ortsteil der Stadt Langelsheim im Landkreis Goslar in Niedersachsen. Die Kirchengemeinde gehört zum Pfarrverband Ambergau-Neiletal der Propstei Goslar in der Evangelisch-Lutherischen Landeskirche in Braunschweig.

## Beschreibung
Die 1539 erbaute Kirche musste Mitte des 19. Jahrhunderts wegen Einsturzgefahr abgerissen werden. Der Nachfolgebau, die heutige neugotische Kirche aus Quadermauerwerk, wurde 1869 eingeweiht. Sie besteht aus dem Glockenturm im Westen, einem Langhaus mit drei Jochen, einem Querschiff und einem Chor mit einer halbrunden Apsis im Osten. Das Gebäude hatte anfangs viele Verzierungen aus Bodensteiner Sandstein, wie Fialen am Ende der Strebepfeiler, die im Verlaufe der Jahre verwitterten. Der steinerne Helm des Glockenturms musste sogar 1953 wegen Einsturzgefahr abgebrochen und durch einen Holzaufbau mit Schieferdeckung ersetzt werden. Im Glockenstuhl des Turms hängen drei Kirchenglocken, die kleinste, sie wiegt nur 83 kg, ist eine Bienenkorbglocke, die in der Mitte des 12. Jahrhunderts gegossen wurde, die beiden anderen wurden 1170 gegossen. Bei den Renovierungen von 1990 bis 1996 wurden die Maßwerkfenster erneuert und im Innenraum die ursprünglichen Decken- und Wandmalereien wiederhergestellt.
Die Orgel mit 22 Registern, zwei Manualen und einem Pedal wurde 1869 von den Gebrüdern Euler gebaut. Das Taufbecken wurde von dem Bildhauer Scheppelmann gestaltet.